# Kuźmieniec
Kuźmieniec (ukr. Кузьминець) – wieś na Ukrainie w rejonie rożniatowskim obwodu iwanofrankiwskiego; nad Łomnicą.